# Eudulophasia sicelides
Eudulophasia sicelides là một loài bướm đêm trong họ Geometridae.